# Saint-Rémy (Corrèze)
Saint-Rémy is een gemeente in het Franse departement Corrèze (regio Nouvelle-Aquitaine) en telt 228 inwoners (1999). De plaats maakt deel uit van het arrondissement Ussel.

## Geografie
De oppervlakte van Saint-Rémy bedraagt 31,6 km², de bevolkingsdichtheid is 7,2 inwoners per km².
De onderstaande kaart toont de ligging van Saint-Rémy (Corrèze) met de belangrijkste infrastructuur en aangrenzende gemeenten.

## Demografie
Onderstaande figuur toont het verloop van het inwonertal (bron: INSEE-tellingen).